# Gary McAllister
Gary McAllister, škotski nogometaš in trener, 25. december 1964, Newarthill, Motherwell, Škotska.
McAllister je kariero začel pri klubu Motherwell, v nadaljevanju pa je igral v prvi angleški ligi/Premier League za klube Leicester City, Leeds United, Coventry City in Liverpool. V sezoni 1991/92 je z Leedsom osvojil naslov državnega prvaka, z Liverpoolom pa FA pokal, ligaški pokal, državni superpokal, pokal UEFA in evropski superpokal leta 2001.
Za škotsko reprezentanco je med letoma 1990 in 1999 odigral 57 uradnih tekem in dosegel pet golov. Nastopil je na Svetovnem prvenstvu 1990 in evropskih prvenstvih v letih 1992 in 1996.